# Ilhas Virgens Britânicas nos Jogos Pan-Americanos de 2019
As Ilhas Virgens Britânicas competiram nos Jogos Pan-Americanos de 2019 em Lima de 26 de julho a 11 de agosto de 2019.
A equipe de quatro atletas das Ilhas Virgens Britânicas (três homens e uma mulher) para competir em dois esportes (atletismo e vela) foi anunciada em 22 de junho de 2019 como parte do 2º Festival Anual de Esportes Olímpicos. Na véspera dos jogos, a velocista Ashley Kelly foi adicionada à equipe, elevando o total para cinco atletas. Isto representou um declínio de um atleta em relação a Toronto 2015.
Durante a  cerimônia de abertura dos jogos, o velejador Thad Lettsome foi o porta-bandeira do país na parada das nações.
As Ilhas Virgens Britânicas conquistaram o primeiro ouro da história nos Jogos Pan-Americanos após Chantel Malone vencer o salto em distância feminino do atletismo. Esta foi a única medalha do país nos jogos, deixando a nação em 23º lugar no quadro de medalhas, junto a Barbados.

## Competidores
Abaixo está a lista de competidores (por gênero) participando dos jogos por esporte/disciplina. As Ilhas Virgens Britânicas inscreveram cinco competidores (três homens e duas mulheres) em dois esportes.
| Esporte   | Homens | Mulheres | Total |
| --------- | ------ | -------- | ----- |
| Atletismo | 2      | 2        | 4     |
| Vela      | 1      | 0        | 1     |
| Total     | 3      | 2        | 5     |

## Medalhistas
| Nome           | Esporte   | Evento             | Gênero   | Dia         | Medalha |
| -------------- | --------- | ------------------ | -------- | ----------- | ------- |
| Chantel Malone | Atletismo | Salto em distância | Feminino | 6 de agosto | Ouro    |

| Esporte   | Medalha de ouro | Medalha de prata | Medalha de bronze | Total |
| Atletismo | 1               | 0                | 0                 | 2     |
| Total     | 1               | 0                | 0                 | 1     |

## Atletismo

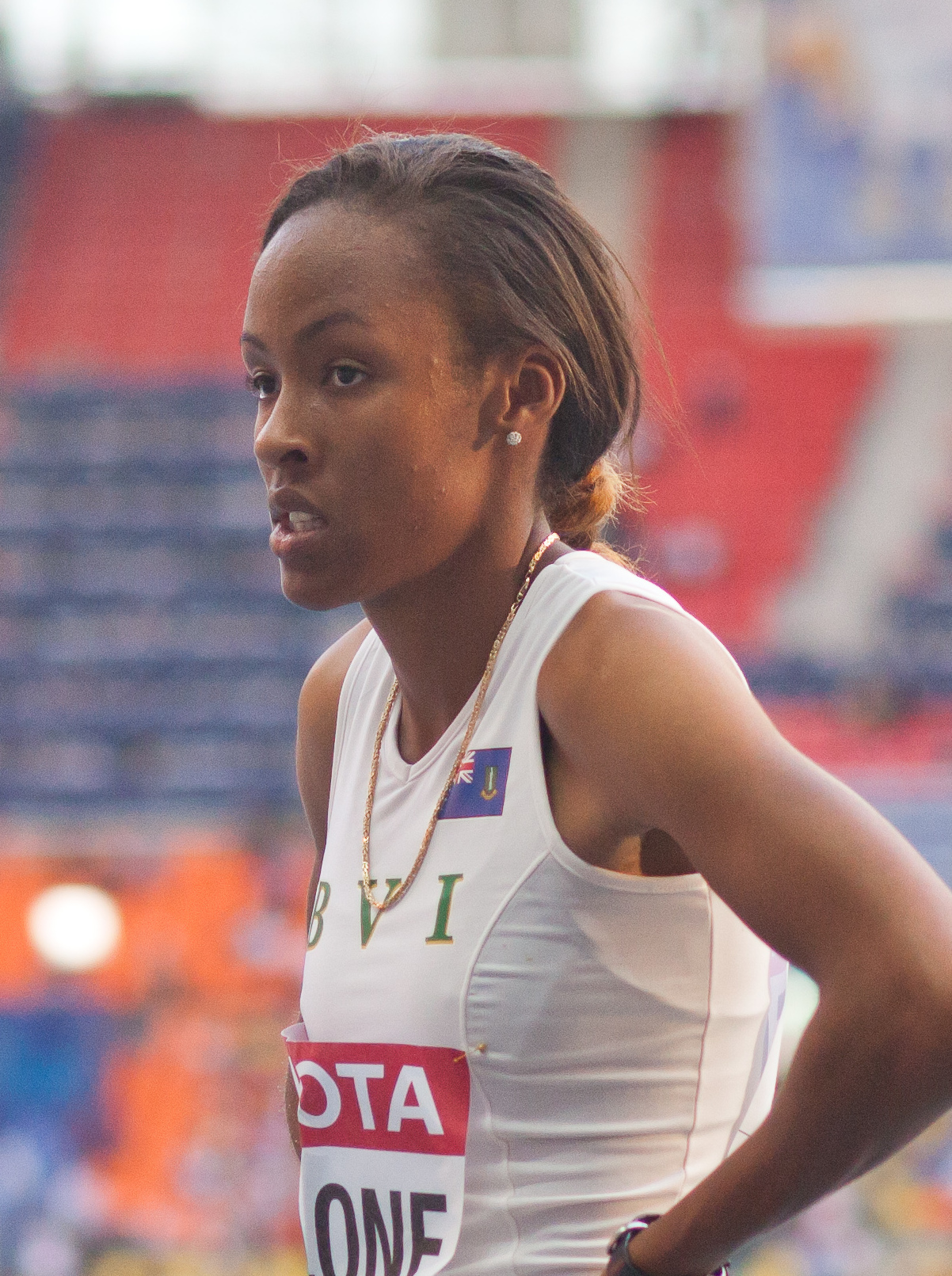
Chantel Malone conquistou a primeira medalha de ouro pan-americana do país

As Ilhas Virgens Britânicas qualificaram quatro atletas (dois homens e duas mulheres). Kyron McMaster qualificou ao ganhar o ouro nos Jogos Centro-Americanos e do Caribe de 2018. Todavia, McMaster teve de desistir a alguns dias dos jogos devido a uma lesão adquiria na Liga Diamante anteriormente na temporada. A performance de Eldred Henry durante a temporada indoor de 2019 também o qualificou aos jogos.
A equipe de atletismo contou com três participantes. Eldred Henry, o único atleta masculino, terminou em sexto no arremesso de peso, com marca de 19,82 metros. A velocista da equipe, Ashley Kelly, terminou em 15º lugar nas elimiantórias dos 400 m com 54,42 segundos. Esta marca não foi suficiente para conseguir vaga na final. Finalmente, as Ilhas Virgens Britânicas seu primeiro ouro e sua primeira medalha nos Jogos Pan-Americanos após Chantel Malone vencer a prova do salto em distância do atletismo.
Chave
- Nota– Posições nos eventos de pista são para a fase inteira

Eventos de pista
| Atleta         | Evento                        | Semifinais  | Semifinais  | Final       | Final       |
| Atleta         | Evento                        | Resultado   | Posição     | Resultado   | Posição     |
| -------------- | ----------------------------- | ----------- | ----------- | ----------- | ----------- |
| Kyron McMaster | 400 m com barreiras masculino | Não começou | Não começou | Não começou | Não começou |
| Ashley Kelly   | 400 m feminino                | 54.42       | 15ª         | Não avançou | Não avançou |

Eventos de campo
| Atleta         | Evento                      | Final     | Final           |
| Atleta         | Evento                      | Distância | Posição         |
| -------------- | --------------------------- | --------- | --------------- |
| Eldred Henry   | Arremesso de peso masculino | 19.82     | 6º              |
| Chantel Malone | Salto em distância feminino | 6.68      | Medalha de ouro |

## Vela
As Ilhas Virgens Britânicas receberam uma vaga de universalidade na classe laser. Esta foi a primeira participação do país no esporte nos Jogos Pan-Americanos desde os anos 1990. Lettsome terminou em 19º lugar (entre 22 competidores) com 153 pontos perdidos. Lettsome foi o velejador mais jovem na disputa, com a idade de 17.
Masculino
| Atleta        | Classe | Regata | Regata | Regata | Regata | Regata | Regata | Regata | Regata | Regata | Regata | Regata         | Total | Posição |
| Atleta        | Classe | 1      | 2      | 3      | 4      | 5      | 6      | 7      | 8      | 9      | 10     | M              | Total | Posição |
| ------------- | ------ | ------ | ------ | ------ | ------ | ------ | ------ | ------ | ------ | ------ | ------ | -------------- | ----- | ------- |
| Thad Lettsome | Laser  | 20     | 16     | 20     | 19     | 19     | 15     | 19     | 18     | 11     | 16     | Não qualificou | 153   | 19º     |